# Volutomitra groenlandica
Volutomitra groenlandica is een slakkensoort uit de familie van de Volutomitridae. De wetenschappelijke naam van de soort is voor het eerst geldig gepubliceerd in 1842 door Beck in Möller.